# Hycleus pulchripennis
Hycleus pulchripennis es una especie de coleóptero de la familia Meloidae.

## Distribución geográfica
Habita en Santo Tomé y Príncipe.